# Zeynep Bastık

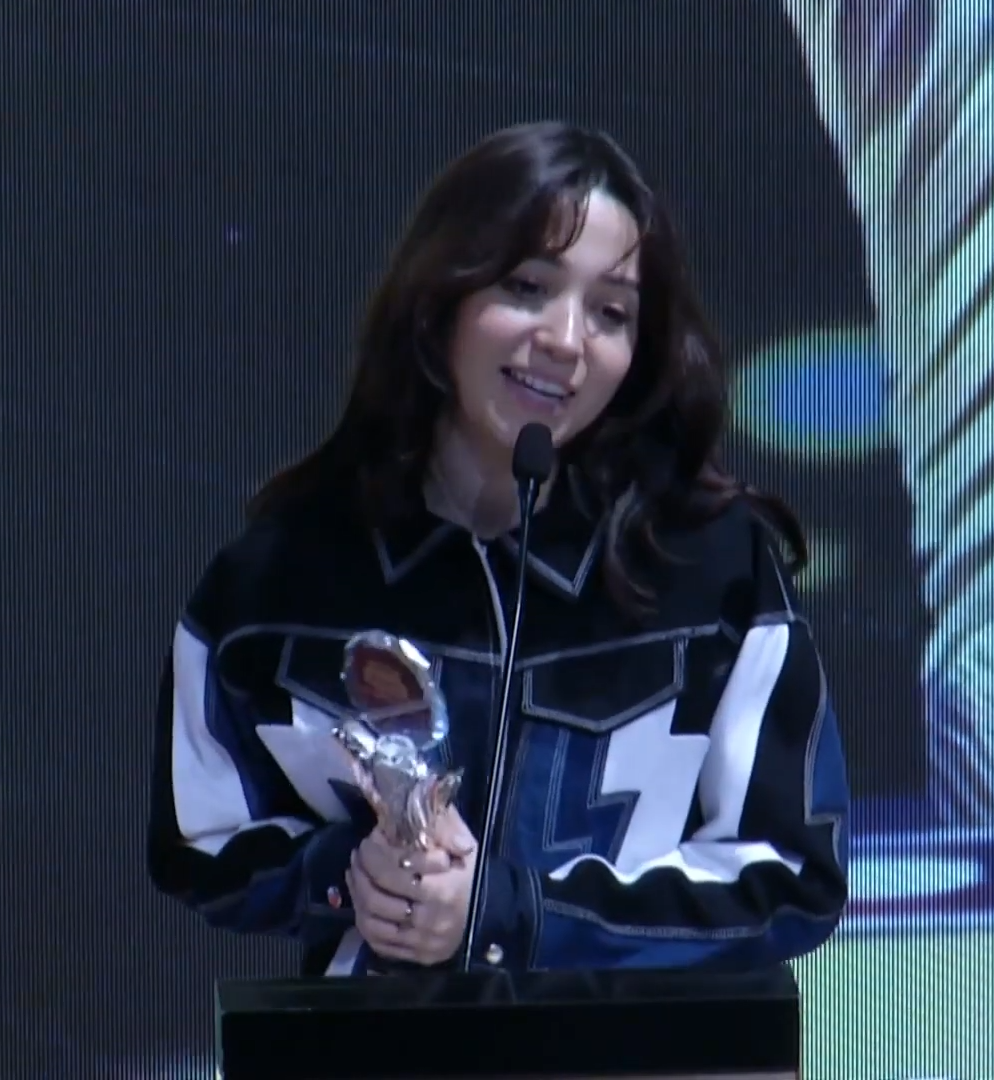
Zeynep Bastık, 2020

Zeynep Bastık (* 8. Juli 1993 in Çanakkale) ist eine türkische Musikerin und Schauspielerin. Seit Ende der 2010er Jahre hat sie sich innerhalb kurzer Zeit zu einer erfolgreichen türkischen Pop-Sängerin entwickelt.

## Karriere
Im Jahr 2012 wurde Bastık erstmals einem breiteren Publikum durch den Hintergrund-Gesang in dem Song Lüzumsuz Savaş von Murat Dalkılıç bekannt. Die Arbeit als Backgroundsängerin für Dalkiliç setzte sie anschließend fort. Drei Jahre später folgte mit Ben Kalp Sen die zweite Zusammenarbeit der beiden Musiker. Im Jahr 2014 erschien ihre erste Solo-Single Fırça, 2017 die zweite Single Şahaneyim.
Anschließend hat sie mit erfolgreichen Cover-Versionen von bekannten türkischen Songs auf YouTube auf sich aufmerksam gemacht. Vor allem mit ihren Aufnahmen der Songs Felaket (vom Rapper Ezhel) sowie Yol (von Fikri Karayel) konnte sie jeweils über 100 Millionen Aufrufe erzielen. Der Durchbruch gelang ihr dann 2019 mit dem Single Her Yerde Sen. Seitdem hat sie mehrere erfolgreiche Songs veröffentlicht, unter anderem mit bekannten türkischen Künstlern wie Mustafa Sandal, Nükhet Duru, Edis, Emir Can İğrek, Reynmen oder mit dem Rapper Murda.
In den Jahren 2020 und 2022 gewann sie jeweils einen Altın Kelebek Award. Im Mai 2021 erschien ihr erstes Album Zeynodisco. Ein Jahr später veröffentlichte Bastık den sehr erfolgreichen Song Ara, wodurch sie 2022 zur meistgehörten türkischen Sängerin auf Spotify in der Türkei wurde. Im Jahr 2024 erschien der Song Lan, welcher von Mabel Matiz geschrieben wurde. Die Single erreichte Chartplatzierungen in Deutschland und Österreich.
Neben der Musik ist sie auch als Schauspielerin tätig.

## Diskografie

### Alben
- 2021: Zeynodisco

### EPs
- 2020: Akustikler

### Singles
| - 2012: Lüzumsuz Savaş (von Murat Dalkılıç – Hintergrundstimme) - 2012: Delili Yok (mit Grogi, Anıl Piyancı & R.E.D) - 2014: Fırça - 2015: Ben Kalp Sen (mit Murat Dalkılıç) - 2015: Cefalar (mit Emrah Karaduman) - 2017: Şahaneyim - 2019: Felaket – Cover (Original: Ezhel) - 2019: Yol – Cover (Original: Fikri Karayel) - 2019: Her Yerde Sen - 2019: Bırakman Doğru Mu (mit Anıl Piyancı) - 2019: Mod (mit Mustafa Sandal) - 2020: Uslanmıyor Bu - 2020: Çukur - 2020: Güneș (mit Murda & Idaly) - 2020: Kazandım (mit Nükhet Duru) - 2020: Her Mevsim Yazım - 2020: Eksik Bir Şey - 2020: Bir Daha - 2020: Dargın (mit Emir Can İğrek) - 2020: Bırakman Doğru Mu 2 (mit Anıl Piyancı) | - 2020: Boş Yapma - 2021: Kendi Yolumuzda - 2021: Bana Sorma - 2021: Marlon Brando - 2021: Sana Bayılıyorum - 2021: Sen Ben - 2021: Yalan (mit Reynmen & Arem Özgüç) - 2022: Bi' Tek Ben Anlarım (von Köfn – Hintergrundstimme) - 2022: Ara (Original: Nej – Paro) - 2022: Savaştım Harbiden (mit Kozmos) - 2023: Eyvah - 2023: Sen Sandım (mit Çağrı Telkıvıran) - 2023: Bundan Böyle - 2024: Lan - 2024: Ben Böyle - 2025: Savaştım Harbiden (mit Kozmos & Aydeed) - 2025: Destan - 2025: Kör Sevdam - 2025: Yatakta Kardiyo (mit Edis) |

Quelle:

## Filmografie
Serien
- 2014: Sil Baştan
- 2015: Adı Mutluluk
- 2016/17: Umuda Kelepçe Vurulmaz
- 2018/20: Yasak Elma

## Auszeichnungen
- 2020: Altın Kelebek Award in der Kategorie Bester Newcomer
- 2022: Altın Kelebek Award in der Kategorie Beste Sängerin